# ビィー・トランセホールディングス
ビィー・トランセホールディングス株式会社（英: BE-TRANSSE Holdings）は、千葉県千葉市美浜区の幕張新都心に本社を置く、同県の交通企業グループである平和交通・あすか交通・西岬観光を統括管理する持株会社。

## 概要
BE-TRANSSEの「BE」は「BE AMBITIOUS」を示すもので、「TRANSSE」は「TRANSPORTATION」をアレンジした造語である。
スローガンは、「日本一“あいさつ”を大切にするバスとタクシーのグループ会社」。

## 沿革
ビィー・トランセホールディングスは、ビィー・トランセグループの発足に先立つ2008年6月、3社の統括会社として「旅客事業」の社名で設立された。その後、管理体制の強化を図るため、2012年4月に持株会社制に移行し、現社名に変更されている。
同グループのルーツは、1965年に設立されたタクシー会社の西岬観光である。西岬観光の創業者である吉田裕成は、房総半島南端の千倉町において雑貨店を経営し、遠洋漁業の物資を取り扱っていたが、売上の大半が売掛であることや金利の関係から利益は少なかった。このため、新たな事業としてタクシーに着目し、1965年に車両5台で西岬観光を設立した。
1970年代に入ると千葉市内に大規模な団地が建設され、既存のバスだけでは需要を賄いきれなくなったことから、グループ会社となる団地交通（現あすか交通）、平和交通が設立され、乗合タクシーで住民輸送を行うこととなり、これをきっかけとして路線バスへと事業を拡大していった。
1990年代には、東京都心と千葉を結ぶ深夜急行バスの運行を開始し、数寄屋橋と八重洲の2箇所に停留所が設置された。これらを活用して、近年は通勤高速バス「マイタウンライナー」や、空港連絡バス「THEアクセス成田」（現：エアポートバス東京・成田）などの高速バスにも手を広げている。
2017年には、経済産業省によって、健康経営に取り組むいわゆるホワイト企業を見える化する「健康経営優良法人」に認定された。

## グループ企業

### 西岬観光

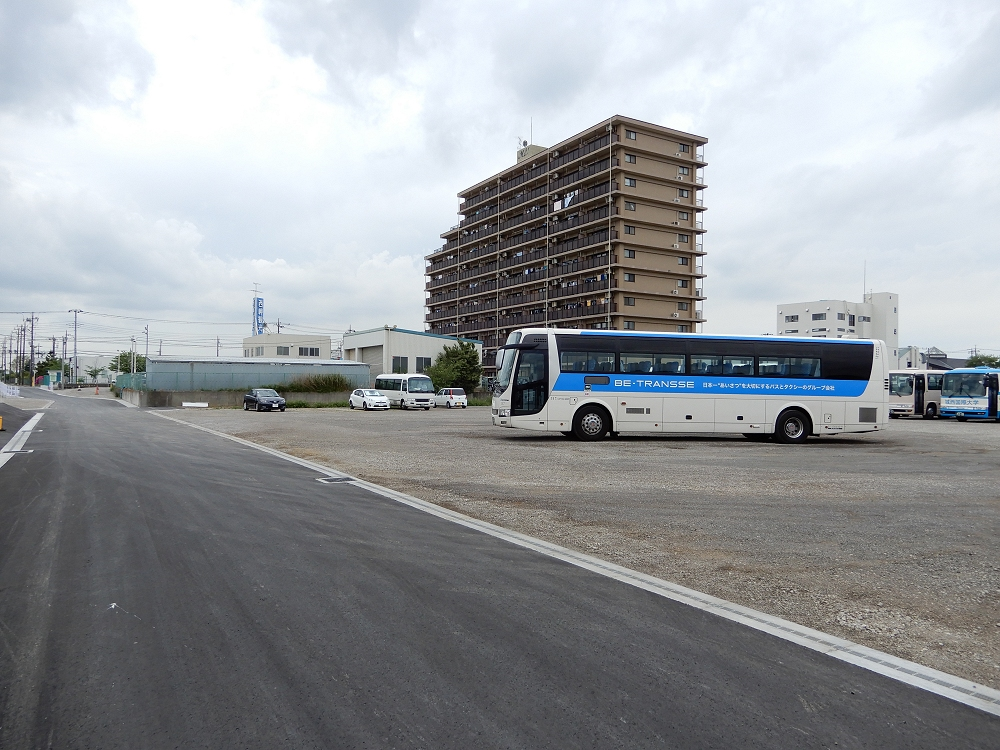
西岬観光 本社営業所

西岬観光はビィー・トランセグループの創業企業であり、1965年に設立された。本社は千葉市緑区椎名崎町にある。
もともとタクシー会社であったが、創業者と城西大学設立者の縁から城西国際大学の特定バス輸送も行っている。2017年には、平和交通椎名崎営業所の路線を引き継いで高速バスに参入した。
なお、創業以来営業を続けてきたタクシー部門は2015年1月に三ツ矢エミタスグループ（現・鹿野西岬タクシー）に譲渡されているほか、千葉市と成田空港を結ぶ乗合タクシーの「マイタウンシャトル」も2018年1月に営業を終了し、現在はハイヤー事業のみ行っている。

### あすか交通

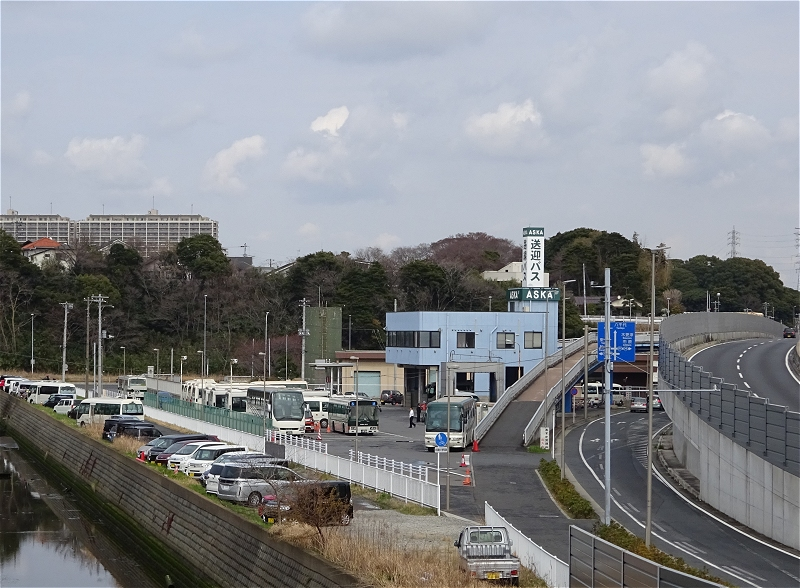
あすか交通 本社営業所

あすか交通は、1974年に団地交通の社名で設立され、主に千葉幸町団地周辺における路線バス、貸切バスを営業している。
2011年には、木更津市清川に木更津営業所を設置し、かずさアカデミアパークの企業送迎を行っていた時期もあるが、2013年4月に「THEアクセス成田」に参入するにあたって撤退し、車両の一部を高速バス用に転用した。
会社のイメージカラーは深緑色であるが、高速バス車両はグループの共通デザインを採用している。

### 平和交通

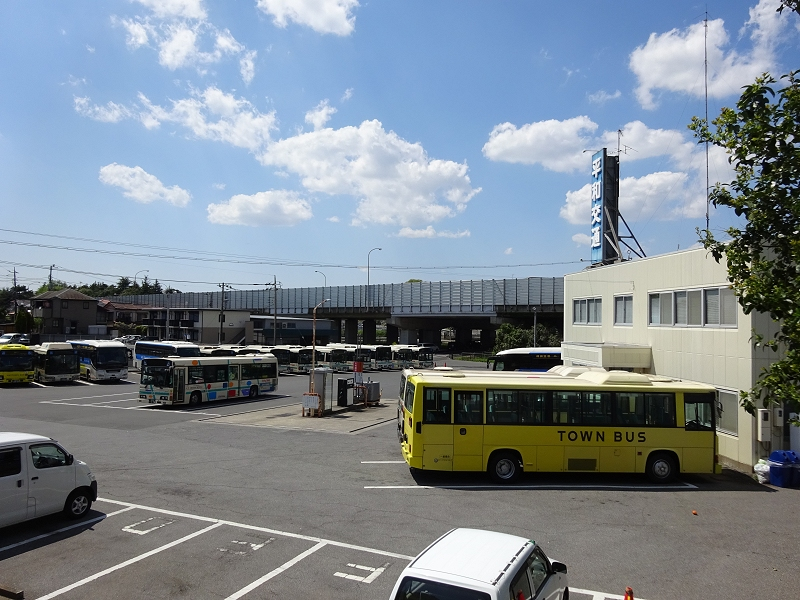
平和交通 本社営業所

平和交通は、1975年に設立され、主に稲毛・幕張・都賀周辺において路線バスを運行している。会社の規模は3社の中で最も大きく、本社営業所のほかに若松営業所を置く。
路線バスのカラーリングは、カラフルな「スマイリングシャトル」と、幕張ベイタウンの景観に配慮した「ベイタウンバス」の2種類があり、路線によって使い分けられている。
2015年に西岬観光本社内に椎名崎営業所を設置したが、2017年に路線・車両を同社に移管した。